# Odontomyia flavissima
Odontomyia flavissima är en tvåvingeart som först beskrevs av Rossi 1790.  Odontomyia flavissima ingår i släktet Odontomyia och familjen vapenflugor. Inga underarter finns listade i Catalogue of Life.